# Olesicampe patula
Olesicampe patula är en stekelart som först beskrevs av Henry Lorenz Viereck 1925.  Olesicampe patula ingår i släktet Olesicampe och familjen brokparasitsteklar. Inga underarter finns listade i Catalogue of Life.